# Северна Каролина
Северна Каролина (енгл. North Carolina), држава је САД, која се налази у њеном источном делу. Површина државе је 139.509 km², а број становника по попису из 2000. је 8.049.313. Главни град је Рали. Северна Каролина је ступила у САД 1789, и то као 12. држава чланица.

## Демографија
| 1900.     | 1910.     | 1920.     | 1930.     | 1940.     | 1950.     | 1960.     | 1970.     | 1980.     | 1990.     | 2000.     | 2010.     |
| --------- | --------- | --------- | --------- | --------- | --------- | --------- | --------- | --------- | --------- | --------- | --------- |
| 1.893.810 | 2.206.287 | 2.559.123 | 3.170.276 | 3.571.623 | 4.061.929 | 4.556.155 | 5.082.059 | 5.881.766 | 6.628.637 | 8.049.313 | 9.535.471 |